# Вазописець пекла

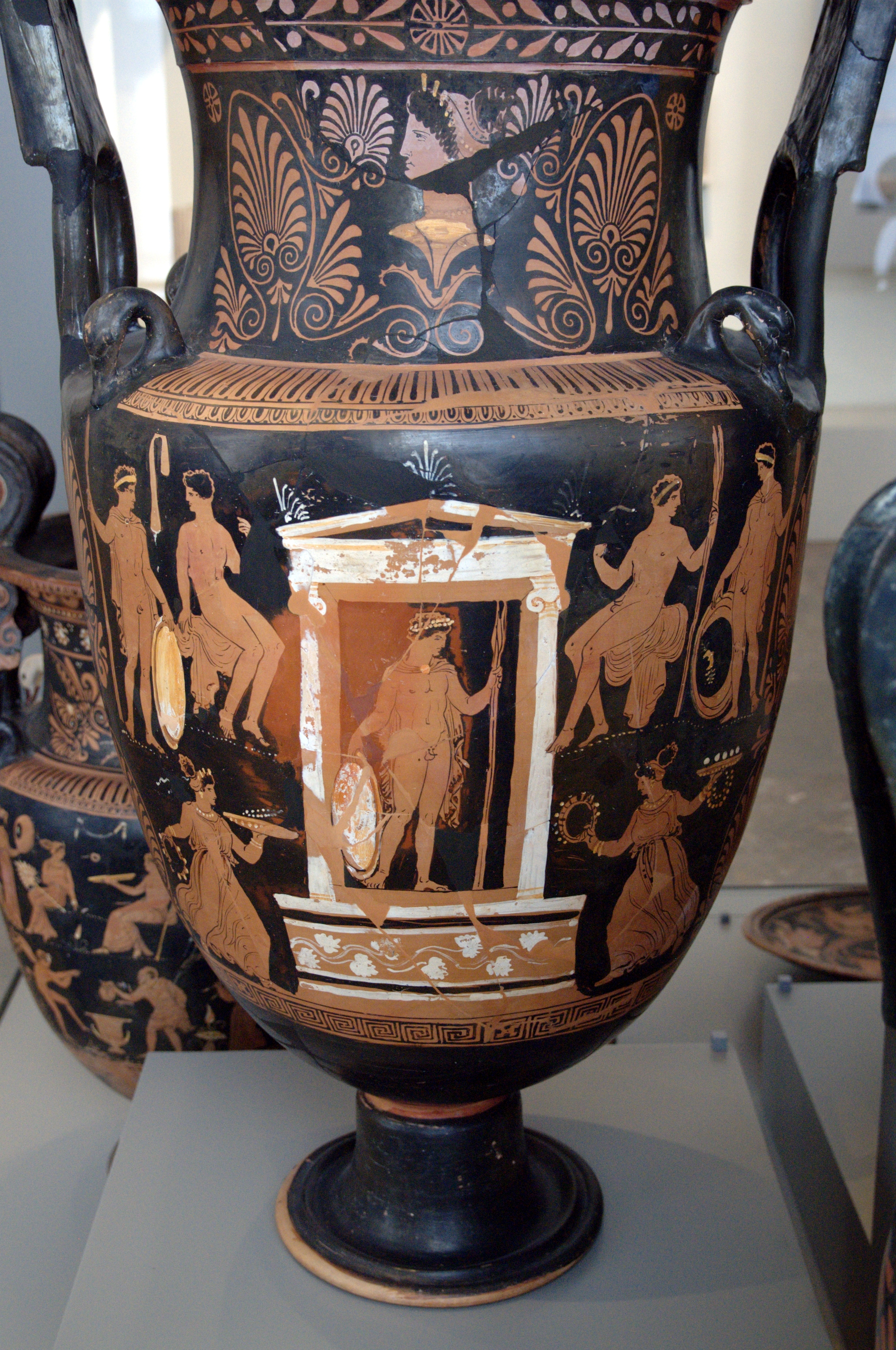
Кратер Вазописця пекла із зображенням Пріама (центральна фігура) у наїскосі

Вазописець пекла — умовна назва анонімного давньогрецького вазописця. Працював в період між 330 і 310 роками до нашої ери в Апулії. Вважається учнем іншого анонімного Вазописця Дарія, з яким його роботи часто плутають.
Справжнє ім'я вазописця невідоме, як і більшості інших давньогрецьких майстрів. Його роботи визначаються виключно за стилістичним аналізом. Своє ж ім'я Вазописець пекла отримав за іменною вазою — так званий, кратер з волютами із зображенням Аїда та Персефони, оточених пекельними персонажами. Кратер був знайдений у Каносі, а нині зберігається в Мюнхені (Munich, Staatl. Antikensamml., 3297). Деякі інші вази майстра зберігаються у Музеї Гетті.
Вазописець пекла спеціалізувався на оформленні великих судин, таких як кратери та лутрофори. Зображувані сюжети найрізноманіштніші: міфологічні, сцеи театралізованих дійств або й поховальні. У всіх цих сценах Вазописець пекла детально проробляв усі фігури, прикрашаючи їх одяг розкішним візерунком.